# فرچون ۵۰۰
فُرچون ۵۰۰ (Fortune 500) فهرستی از ۵۰۰ تا از بزرگ‌ترین شرکت‌های آمریکایی از نظر درآمدزایی می‌باشد. این فهرست هر ساله توسط نشریه فُرچون تهیه و اعلام می‌گردد.

## دیدکلی
لیست ۱۰ شرکت برتر در زیر آمده است.
| رتبه | شرکت            | ایالت            | صنعت                                           | درآمد به دلار آمریکا |
| ---- | --------------- | ---------------- | ---------------------------------------------- | -------------------- |
| 1    | وال‌مارت         | آرکانزاس         | خرده‌فروشی عمومی                                | ۵۷۲٫۸ میلیارد        |
| 2    | آمازون          | واشینگتن (ایالت) | خدمات اینترنتی و خرده‌فروشی                     | ۴۶۹٫۸ میلیارد        |
| 3    | اپل             | کالیفرنیا        | کامپیوتر، تجهیزات اداری                        | ۳۶۵٫۸ میلیارد        |
| 4    | سی‌وی‌اس هلث      | رود آیلند        | مراقبت‌های بهداشتی: دارو و سایر خدمات           | ۲۹۲٫۱ میلیارد        |
| 5    | یونایتدهلت گروپ | مینه‌سوتا         | مراقبت‌های بهداشتی: بیمه و مراقبت‌های مدیریت شده | ۲۸۷٫۶ میلیارد        |
| 6    | اکسان‌موبیل      | تگزاس            | پالایش نفت                                     | ۲۸۵٫۶ میلیارد        |
| 7    | برکشر هاتاوی    | نبراسکا          | بیمه: اموال و خسارت (سهام)                     | ۲۷۶٫۱ میلیارد        |
| 8    | شرکت آلفابت     | کالیفرنیا        | خدمات اینترنتی و خرده فروشی                    | ۲۵۷٫۶ میلیارد        |
| 9    | مک‌کسان          | تگزاس            | عمده فروشی: مراقبت‌های بهداشتی                  | ۲۳۸٫۲ میلیارد        |
| 10   | امریسورس‌برگن    | پنسیلوانیا       | عمده فروشی: مراقبت‌های بهداشتی                  | ۲۱۴٫۰ میلیارد        |

### بر پایه ایالت
این لیست ۱۰ ایالت برتر با بیشترین شرکت در فهرست فرچون ۵۰۰ است.
| رتبه | ایالت           | شرکت‌ها |
| ---- | --------------- | ------ |
| ۱    | کالیفرنیا       | ۵۳     |
| ۱    | نیویورک (ایالت) | ۵۳     |
| 3    | تگزاس           | ۴۹     |
| 4    | ایلینوی         | ۲۸     |
| 5    | اوهایو          | ۲۵     |
| 6    | پنسیلوانیا      | ۲۴     |
| 7    | ویرجینیا        | ۲۲     |
| 8    | فلوریدا         | ۲۰     |
| 9    | جورجیا          | ۱۹     |
| ۱۰   | ماساچوست        | ۱۸     |
| ۱۰   | مینه‌سوتا        | ۱۸     |